# 1889년 영화
다음은 1889년 영화에 관한 정보이다. 1889년 영화계의 사건과 영화 목록, 영화인에 대해 다룬다.

## 사건
- 이스트맨 코닥 사에서 사상 처음으로 셀룰로이드로 만든 유연 투명질 필름 베이스의 상업판매를 개시하였다.
- 영국의 윌리엄 프리즈그린이 런던 하이드파크에서 처음으로 셀룰로이트 필름을 이용한 활동사진을 촬영하였다.
- 영국의 워즈워스 도니소프가 68mm 필름으로 원형 영상을 촬영할 수 있는 키네시그라프 (Kinesigraph)를 발명하였다.
- 스코틀랜드의 윌리엄 케네디 딕슨이 토머스 에디슨의 의뢰로 원형 키네토그라프의 제작을 마쳤다. 이를 통해 촬영된 최초의 영화는 <멍키샤인 넘버 1> (Monkeyshines No.1).

## 영화
- 윌리엄 프리즈그린의 작품
  - <하이드 파크 코너> (Hyde Park Corner) - 셀룰로이드 필름을 이용해 촬영된 최초의 활동사진.
  - <느긋한 행인들, 오픈톱 버스, 달리는 말과 핸섬 마차> (Leisurely Pedestrians, Open Topped Buses and Hansom Cabs with Trotting Horses) - 프리즈그린의 또다른 작품으로 현재는 소실된 영화다.
- <멍키샤인 넘버 1> - 1889년 6월 혹은 1890년 11월에 촬영된 것으로 추정.

## 탄생
- 4월 16일 - 영국의 배우, 감독 찰리 채플린

## 같이 보기
- 19세기 영화
- 1880년대 영화